# KV10
A KV10, no Vale dos Reis em Egito, é a do faraó Amenmesés da vigésima dinastia. Entretanto não há provas de ele foi enterrado nesta tumba de fato. Após concluída, a decoração existente foi substituída por cenas de Takhat e Baktwerel, duas mulheres da realeza da vigésima dinastia.
A tumba foi visitada por Richard Pococke, pelo importante Jean-François Champollion e por Karl Richard Lepsius. E, foi brevemente estudada por Edward R. Ayrton antes de ser devidamente examinada peela equipe da Universidade de Menphis (nos Estados Unidos, sob a coordenação de Otto Schaden) em 1992.